# بویوک چای
بویوک چای رودی در شمال غرب ایران است. این رود میان دو شهر سراب و اردبیل در نزدیکی کلیان در ارتفاع ۱۴۷۵ متری از سطح دریا قرار دارد و از طریق تلخه‌رود به دریاچه ارومیه می‌ریزد.